# ثقافة الأرجنتين

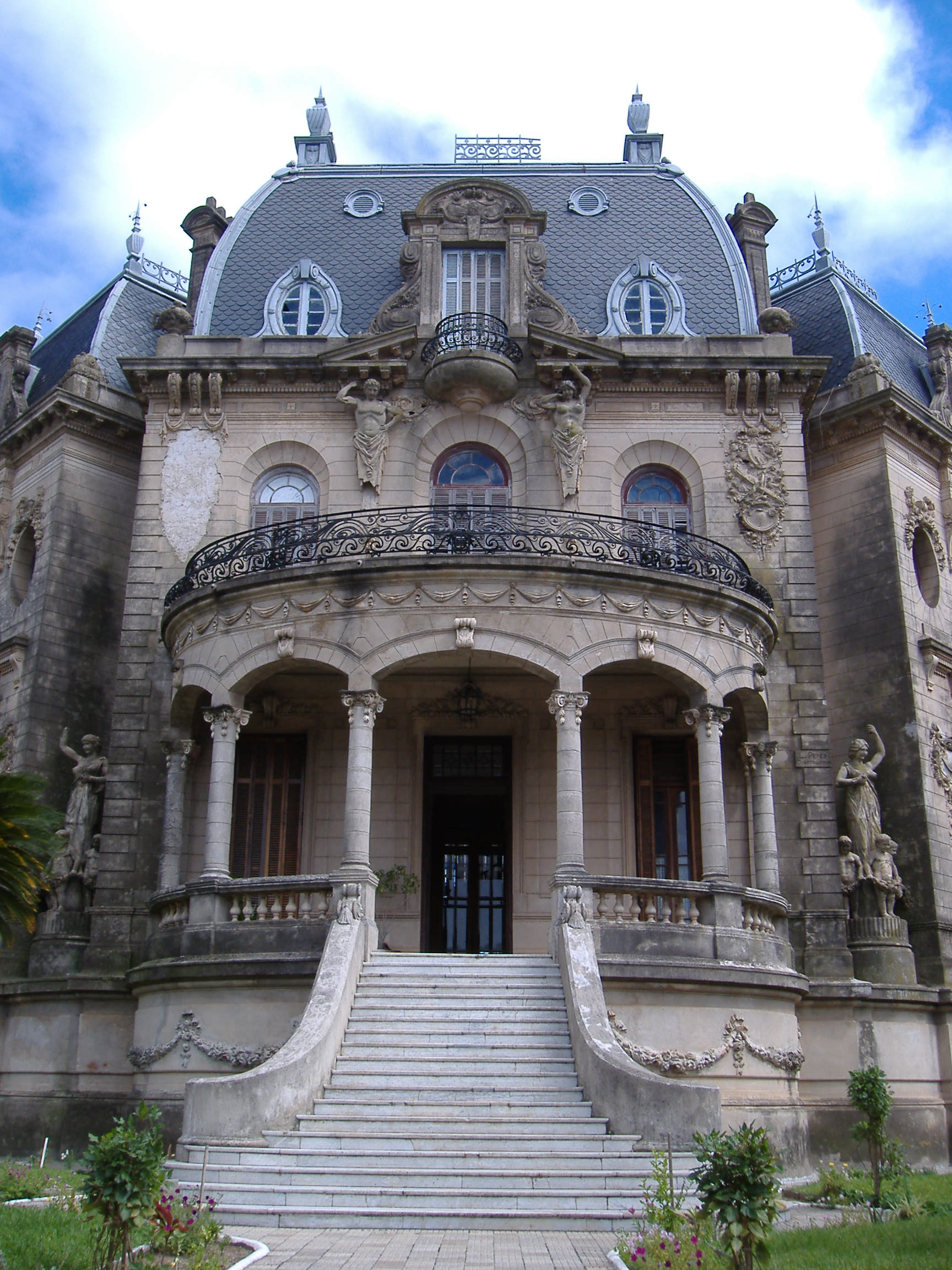

تتنوع ثقافة الأرجنتين تبعًا لتنوع جغرافية البلد، كما أنها تتألف من مزيج من المجموعات العرقية. تأثرت الثقافة الأرجنتينية الحديثة إلى حد كبير بالهجرة الإيطالية والإسبانية وغيرها من الهجرات الأوروبية، في حين لا تزال هناك درجة أقل من عوامل التأثير ذات الأصل الهندي أمريكي والأفريقي، لا سيما في مجالي الموسيقى والفنون. تتميز العاصمة الثقافية بوينس آيرس إلى حد كبير بانتشار السكان المنحدرين من أصل أوروبي، وبالتقليد المُدرَك للأنماط الأوروبية في الهندسة المعمارية. تتواجد المتاحف ودور السينما والمعارض في كل المراكز الحضرية الكبيرة، فضلًا عن أماكن تقليدية مثل الحانات الأدبية، أو الحانات التي تقدم موسيقى حية من أنواع مختلفة.

تناول كاتب أرجنتيني طبيعة ثقافة الأرجنتين على النحو التالي:
«مع تفتت الواقع الأميركي الأسباني البدائي في حوض لا بلاتا نتيجة الهجرة، تعايش سكان المنطقة إلى حد ما مع ذلك، ولكن أيضًا مع مزايا ذلك الوضع: بسبب جذورنا الأوروبية، نحن نربط الأمة عميقًا بالقيم الثابتة للعالم القديم؛ نظرًا لموقفنا من الأمريكيين، نربط أنفسنا مع بقية القارة، من خلال الفلكلور الداخلي والقشتالية القديمة التي توحّدنا، شاعرين بشكل ما بالنداء الباطني لأرض الآباء التي تخيلها كل من سان مارتين وبوليفار»                       

-إرنستو ساباتو، الثقافة عند مفترق الطرق الوطني (1976). 

## الأدب
تتمتع الأرجنتين بتاريخ أدبي مفصل، فضلا عن كونه واحدًا من أكثر النشاطات المطبعية انتشارًا في المنطقة. يحتل الكتاب الأرجنتينيون مكانة بارزة في أدب أميركا اللاتينية، منذ تحولهم إلى كيان موحد بالكامل في خمسينيات القرن التاسع عشر، في ظل دستور قوي وخطة محددة لبناء الدولة. الواقع أن الصراع بين أنصار الفيدرالية (الذين فضلوا اتحادًا فضفاضًا من الأقاليم على أساس المبدأ الريفي المحافظ) والوحدويين (المؤيدون لليبرالية والمدافعون عن حكومة مركزية قوية قادرة على تشجيع الهجرة الأوروبية)، ساهم في تشكيل أسلوب الأدب الأرجنتيني في ذلك الوقت.
يعد الانقسام الإيديولوجي بين ملحمة الغاوتشو (راعي البقر الأرجنتيني) مارتن فييرو  التي كتبها خوسيه هرنانديز، وفاكوندو من تأليف دومينغو فاوستينو سارمينتو، مثالًا جيدًا على ذلك الصراع. كان هرنانديز، أحد أنصار الفيدرالية، معارضًا التوجهات المركزية، والتحديث، والطابع الأوروبي. كتب سارمينتو دعمًا للهجرة باعتبارها السبيل الوحيد لإنقاذ الأرجنتين من أن تصبح خاضعة لحكم عدد قليل من الأسر الدكتاتورية الحاكمة، قائلًا إن مثل هؤلاء المهاجرين سوف يجعلون الأرجنتين أكثر حداثة وانفتاحًا على التأثيرات الأوروبية الغربية، وبالتالي سيصبح المجتمع أكثر ازدهارًا.
كان الأدب الأرجنتيني في تلك الفترة قوميًا شرسًا. أعقب ذلك حركة الحداثة، التي نشأت في فرنسا في أواخر القرن التاسع عشر، ثم تلت «الطليعية» تلك الفترة، ويعد ريكاردو جيورالدس مرجعًا مهمًا لتلك الفترة. وجد خورخي لويس بورخيس، أشهر كتاب تلك المرحلة، طرقًا جديدة لرؤية العالم الحديث من منظار المجاز والحوار الفلسفي، وامتد نفوذه إلى الكُتّاب في مختلف أنحاء العالم. أكثر ما اشتهر بورخيس به كان القصص القصيرة، مثل المجموعة القصصية «تخيلات» و«الألف».
من بين أبرز الكتاب والشعراء والمثقفين في البلاد: خوان باوتيستا ألبردي، خورخي لويس بورخيس، وروبرتو أرلت، وإنريكه بانكس، وأدولفو بيوي كاساريس، وسيلفنا بولريتش، ويوجينيو كامباسيريس، وخوليو كورتازار، وإيستيبان إتشيفيريا، وليوبولدو لوغونيس، وإدواردو ماليا، وإيزكل مارتينيز إسترادا، وتوماس إلوي مارتينيز، وفيكتوريا إيلينا أوكامبو، ومانويل بويغ، وإرنيستو ساباتو، وأوسفالدو سوريانو، والفونسينا ستورني، وماريا إيلينا والش، وأوليفيريو غيروندو.

## الفنون البصرية

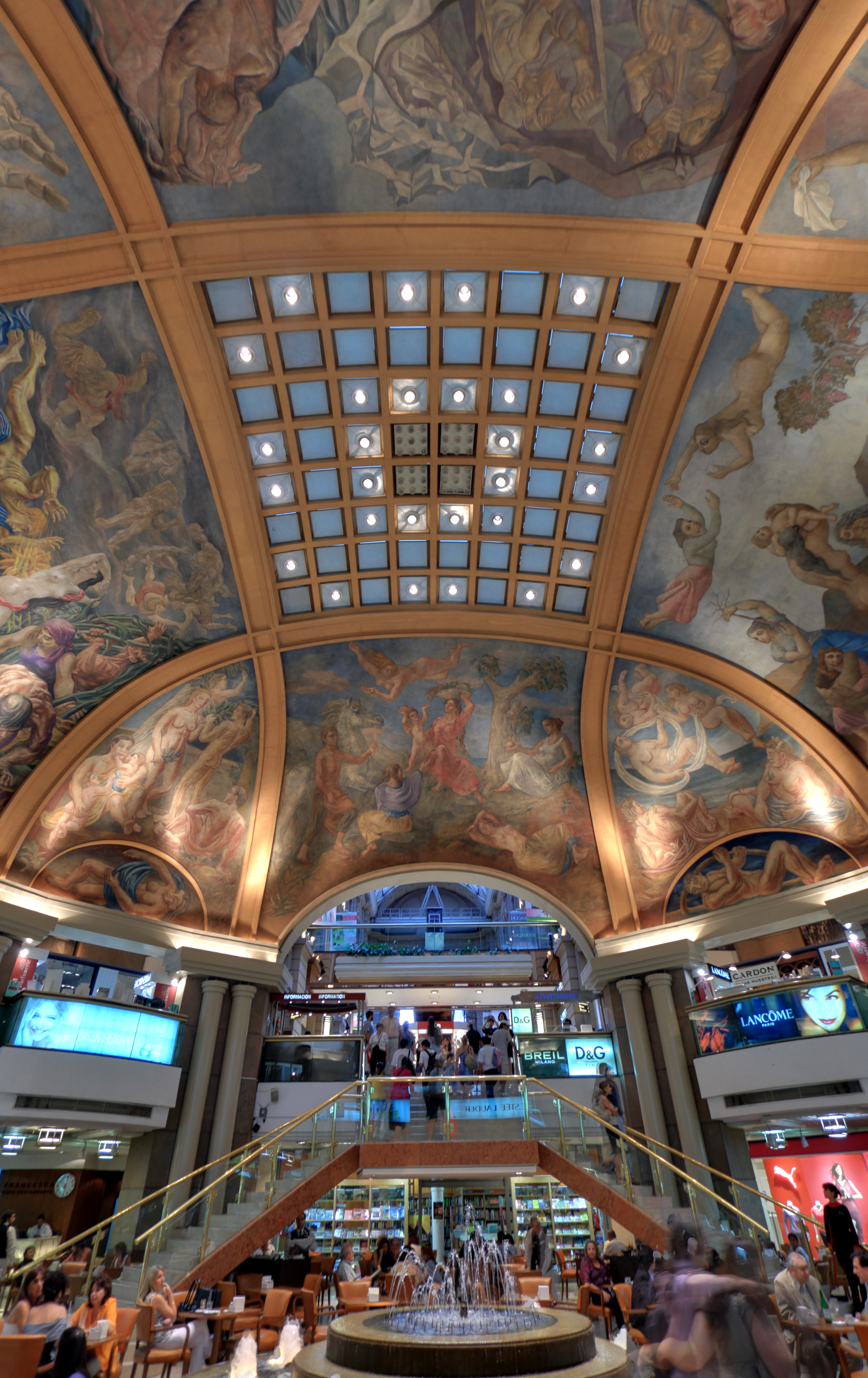
لوحة جدارية لمطعم Galerías Pacífico's في بوينس آيرس ، وهو مركز تسوق راقي في عاصمة الأرجنتين.

### الرسم والنحت
يتمتع الرسامون والنحاتون الأرجنتينيون بتاريخ حافل، يرجع إلى ما قبل وبعد تطور الأرجنتين الحديثة في النصف الثاني من القرن التاسع عشر. لم يكن الإنتاج الفني في حد ذاته قائمًا، إلا بعد الإطاحة بالنظام القمعي لخوان مانويل دي روزاس في عام 1852. ترك مهاجرون مثل إدواردو شيافينو، إدواردو سيفيوري، ورينالدو جيوديكي، وإميليو كارافا، وإرنيستو دي لا كاركوفا وراءهم إرثًا واقعيًا (يتبع منهج الواقعية) لا يزال تأثيره بارزًا حتى اليوم.
لم تظهر الانطباعية (التأثرية) بين الفنانين الأرجنتينيين إلا بعد عام 1900، ولم تكتسب ذلك النوع من الاهتمام كما الذي حظيت به في أوروبا، إلا أنها ألهمت مؤثرين في الأرجنتين في مرحلة ما بعد الانطباعية مثل مارتين مالهارو، ورامون سيلفا، وكليتو سيوتشيني، وفرناندو فادير، وبيو كولفادينو، وسيزاريو برنالدو دي كويروس. استمرت الواقعية والجمالية في تشكيل أسلوب الرسم والنحت الأرجنتيني، يجدر بالذكر خلال تلك الحقبة الشهرة المفاجئة للنحاتة لولا مورا، التي كانت طالبة لدى أغسطس رودين.
كانت لولا مورا قبل أن تفقد حظوة المجتمع المحلي النخبوي واحدة من النحاتين العظماء الذين حظوا على إقبال شديد بعد عام 1900، وخاصة من قبل الحكومات البلدية والأسر الثرية، التي تنافس بعضها البعض في التباهي بالأضرحة الأكثر إثارة للعزيزين من موتاهم. على الرغم من كون أكثر النحاتين تفضيلًا في تلك الفترة كانوا من الإيطاليين والفرنسيين، إلا أن أعمال السكان المحليين أمثال إرمينيو بلوتا ، وأنخيل ماريا دي روزا ، وروجيليو يورتيا، أدت إلى انتشار الآثار والنصب التذكارية المفعمة بالحياة مما جعلها خالدة. ليس كواقعية أعمال بعض من السابقين في مجال النحت خلال الحقبة الجميلة (الفترة الزمنية التي سبقت الحرب العالمية الأولى)، ألهمت الانطباعية الماهرة ليورتيا تلامذة أرجنتينيين مثل أنطونيو بوجيا، والذي دائمًا ما كان عمله على جذع الأنثى المنحوتة محط ذهول للمعجبين أصحاب اللمسات السريالية وغريبة الأطوار، في حين كانت أعمال بابلو كوراتيلا مانيس تتبع المدرسة التكعيبية.
بتحولهم إلى مفكرين، فضًلا عن تكوينهم حلقة فنية، كان رسامون أمثال أنطونيو بيرني، ولينو إينيا سوبليمبيرجو، وخوان كارلوس كاستانينو أصدقاء وزملاء، مساهمين في أعمال فنية مميزة مثل لوحة السقف في رواق معرض غاليريس باسيفيكوفي بوينس آيرس نحو عام 1933.
كما هي الحال في المكسيك وأماكن أخرى من العالم، أصبحت نزعة رسم اللوحات الجدارية شائعة على نحو متزايد بين الفنانين الأرجنتينيين. من بين أوائل الذين استخدموا قماش الدارب خلفية هو بينيتو خوليلا مارتين، الذي أصبحت الجدران التي رسم عليها مستخدمًا نمطًا تكعيبيًا غامضًا بألوان الباستيل في الحي الذي كان يقطنه في مدينة لا بوكا في بوينس آيرس خلال عشرينيات وثلاثينيات القرن العشرين، معالم تاريخية ورموزًا ثقافية أرجنتينية معروفة عالميًا. حظيت الطباعة الحجرية باهتمام في الأرجنتين خلال وقت ما بعد أن اكتسبت شهرة في مكان آخر. في الأرجنتين، استخدم فنانون مثل أدولفو بيللوك هذه الوسيلة لتصوير ظروف العمل القاسية ضمن القطاع الصناعي المتنامي في الأرجنتين خلال عشرينيات وثلاثينيات القرن العشرين. كما نقل أنطونيو سيجي، وهو مصمم آخر لليثوغرافيا (الطباعة الحجرية)، أسلوبه البسيط إلى جداريات في العديد من الدول، كما فعل ريكاردو كارباني، ولكن بأسلوب واقعي.
اكتسبت الطليعة في الأرجنتين المحافظة ثقافيًا، كأتباع الحركتين المستقبلية والتكعيبية أمثال كسول سولار وإيميليو بيتروتي قدرًا كبيرًا من الاهتمام بقدر ما حظي به رسامون أقل تجريدية وأكثر عاطفية في فن رسم الصور والمشاهد الطبيعية، مثل راؤول سولدي. على نحو مماثل، كان فنانون تجريديون تقليديون أمثال رومولو ماسيو، وأنسيلمو بيكولي، وأيدواردو ماك إنتيري، ولويس فيليبي نوي، ولويس سيواني، متواجدين وبنفس القدر من براعة العمل باعتبارهم من أكثر مبدعي الفن المتنقل المفاهيمي من أمثال بيريز سيليس، وجيولا كوسي من حركة مادي الأرجنتينية، ومارتا مينجين، وهي واحدة من الفنانين التصوريين الأكثر احترامًا، والتي كانت زميلة لأندي وارهول.